# 2008年北京オリンピックのグレナダ選手団
2008年北京オリンピックのグレナダ選手団（2008ねんペキンオリンピックのグレナダせんしゅだん）は、2008年8月8日から8月24日まで開催された2008年北京オリンピックにおけるグレナダ選手団の名簿。選手名及び所属・記録は2008年当時のもの。

## 種目別選手・スタッフ名簿及び成績

### 陸上競技
- アレイン・フランシク（男子400m）
- ジョエル・フィリップ（男子400m）
- ランディ・ルイス（男子三段跳び）
- シェリー・フレッチャー（女子100m）
- アリソン・ジョージ（女子200m）
- トリシュ・バーソロミュー（女子400m）
- ネイシャ・バーナード＝トマス（女子800m）
- パトリシア・シルヴェスター（女子走り幅跳び）

### ボクシング
- ロランド・モーゼス（男子ウェルター級）